# 上峰町議会
上峰町議会（かみみねちょうぎかい）は、佐賀県三養基郡上峰町に設置されている地方議会である。

## 概要

### 任期
4年
（議会解散が実施されれば任期満了前であっても議員任期は終了する）

### 定数
10人

### 所在地
佐賀県三養基郡上峰町大字坊所383番地1号
上峰町役場

### 委員会
- 議会運営委員会
- 議会広報編集委員会

#### 常任委員会
- 総務厚生常任委員会
- 振興常任委員会

#### 特別委員会
- 決算特別委員会
- 予算特別委員会

### 定例会
- 年4回実施[2]
  - 3月
  - 6月
  - 9月
  - 12月

### 事務局
- 議会事務局
  - 庶務係
  - 議事係

## 選挙

### 2023年上峰町議会議員選挙
- 2023年1月15日執行[3]
- 当日有権者数：7,806人
- 最終投票率：56.16%
- 定数：10人
- 立候補者数：11人

| 候補者名 | 得票数 | 当落 | 党派   | 年齢 | 性別 | 新旧 | 行政区 | 肩書・前職               |
| -------- | ------ | ---- | ------ | ---- | ---- | ---- | ------ | ------------------------ |
| 蔵戸新   | 543    | 当選 | 無所属 | 32   | 男性 | 新人 | 切通   | 自営業                   |
| 江﨑文男 | 501    | 当選 | 無所属 | 64   | 男性 | 新人 | 三上   | 無職                     |
| 大川徹也 | 490    | 当選 | 無所属 | 49   | 男性 | 現職 | 上坊所 | 合同会社家族業務執行社員 |
| 原直弘   | 420    | 当選 | 無所属 | 63   | 男性 | 現職 | 井手口 | 無職                     |
| 吉富隆   | 416    | 当選 | 無所属 | 82   | 男性 | 現職 | 九丁分 | 農業                     |
| 寺崎太彦 | 400    | 当選 | 無所属 | 57   | 男性 | 現職 | 下津毛 | 歯科技工士               |
| 大川隆城 | 388    | 当選 | 無所属 | 71   | 男性 | 現職 | 上坊所 | 農業                     |
| 吉田豊   | 326    | 当選 | 無所属 | 75   | 男性 | 現職 | 上坊所 | 農業                     |
| 石橋信   | 298    | 当選 | 無所属 | 59   | 男性 | 新人 | 屋形原 | 農業                     |
| 鈴木千春 | 282    | 当選 | 無所属 | 41   | 男性 | 現職 | 井手口 | 会社員                   |
| 中山五雄 | 282    | 次点 | 無所属 | 76   | 男性 | 現職 |        | 無職                     |

※最後の1議席を巡り得票数が同数だったため、公職選挙法第95条第2項の規定のくじにより、鈴木千春の当選が決まった。